# Oxalis monticola
Oxalis monticola är en harsyreväxtart som beskrevs av José Arechavaleta. Oxalis monticola ingår i släktet oxalisar, och familjen harsyreväxter. Inga underarter finns listade i Catalogue of Life.